# 两冈之战
双冈之战是唐朝时期在河北邯郸境内的一场唐朝中央军和河北藩镇军的激战。

## 交战地点
双冈就是今邯郸的两冈，在邯郸西北地区，位于泽璐镇东越太行山出华北平原，连接上党、涉县、武安、临洺城的交通要道之上。

## 交战过程
建中二年（781年），当魏博镇、卢龙镇、成德镇联合反叛之后，魏博镇帅田悦企图夺取邢州，派遣部将唐愔率兵八千人围攻邢州，又命杨朝光同时又派兵五千据守邯郸西北的卢家寨（或称卢曈，双岗附近），割据邢州、临洺、同泽璐镇的联系及粮饷通道，杨朝光同时又派兵围攻临洺城。当时邢州守将是刺史李洪，临洺守将是张侄，二人据城坚守，拼死抵抗，但因孤军作战，力量悬殊，形势危急。唐德宗于是命河东节度使马燧、昭义节度使李抱真、神策军先锋都知马使李晟率军救援。田悦也亲率大军数万增援。双方各投入数万兵力，在临洺城之南，邯郸之北摆开了大战的阵势。
这时临洺城已接近兵尽粮绝，“食且尽，常赐不足”。张侄“乃饰爱女示众曰：‘库廪竭矣，愿以此女代赏。士感泣，请死战'”。他在稳定军心之后，又设法与援军取得联系，“以纸为风鸢，高百余丈，过悦营上，悦使善射者射之，不能及。燧营澡迎之，得书言‘三日不解，临洺士且为悦食’”。用风筝传递救援要求，表示三日之内若不解围，临洺城就要陷落。临洺城守已到最后关头，双方开始决战。“（田）悦自攻临洺，遣大将杨朝光将兵万人，于临洺南双岗东西列二栅以御（马）燧。燧乃率领李抱真、李晟进军。营于二栅之中。其夜，东栅走归悦，明日，燧进军营明山，取其弃栅以置辎重。悦谓将吏曰：‘朝光坚栅不下万人，假令燧等尽锐攻之，比数日，计不能下，杀伤必甚。吾此必拔临洺，赏劳军士而与之战，必胜之术也’。悦乃分恒州李帏岳救兵五千以助朝光，燧率军攻朝光，田悦将万余人救之。燧乃令大将李自良、李奉国将骑兵合神策军于双岗御之，令曰：‘令悦得过，当斩尔’。自良等击却悦。燧乃令推火车以焚其栅，斩朝光及大将卢子昌，斩首五千余级，生虏八百余人。居五日，进军至临洺，田悦悉军复战。燧自将锐兵爬其冲口，凡百余合，士皆决死，悦兵大败，斩首万余级，圣虏九百人，得谷三十万斛，器甲称是。悦收败兵夜遁，邢州围矣解”。

## 意义
双岗之战是唐朝后期邯郸境内唯一的一次大规模战争，是邯郸战争史上的一件大事。